# Pen Nib

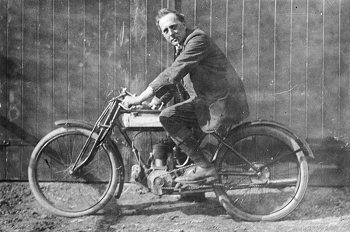
Bill Boulton op een viertakt Pen Nib, gefotografeerd rond 1924

Pen Nib is een Brits historisch merk van motorfietsen.
De bedrijfsnaam was Penn Garage, Wolverhampton.
H.W. "Bill" Boulton was een bekende garagehouder in Wolverhampton. AJS- en Sunbeam-testrijders kwamen bij hem koffie drinken en bij gebrek aan ambulances in Swindon en Wombourne werd Bill meestal gebeld in geval van nood. Bovendien runde hij een taxibedrijf. Hij kocht gebruikte auto's en motorfietsen en verkocht ze weer nadat ze grondig waren nagekeken. Op een stuk land naast de Rose and Crown pub stalde hij de voertuigen. Hij verhuisde later zijn bedrijf van de kruising van Penn Road en Church Hill naar een stuk grond aan Lloyd Hill. In dat deel van de stad waren weinig garages en hij verwierf een contract met Ford om Ford Model T's onderweg van de fabriek naar klanten van benzine te voorzien. Hij organiseerde ook af en toe wegwedstrijden die bij de garage begonnen en eindigden. 
Waarschijnlijk rond 1920 ging hij motorfietsen maken. Het waren zowel twee- als viertakten met een tank in de vorm van een "pen nib" (geslepen punt van een ganzeveer). Boulton was dealer van het merk HB en de machines hadden een dan ook een HB-frame, Royal Ruby motorblokken en Albion versnellingsbakken. Boulton verkocht het bedrijf in 1925.